# Estação Vavin
Vavin é uma estação da linha 4 do Metrô de Paris, localizada no limite do 6.º e do 14.º arrondissements de Paris.

## Localização
A estação está situada na curva sob a interseção do boulevard du Montparnasse e do boulevard Raspail.

## História
A estação foi aberta em 9 de janeiro de 1910. Seu nome vem da rue Vavin, que presta homenagem a Alexis Vavin (1792-1863).

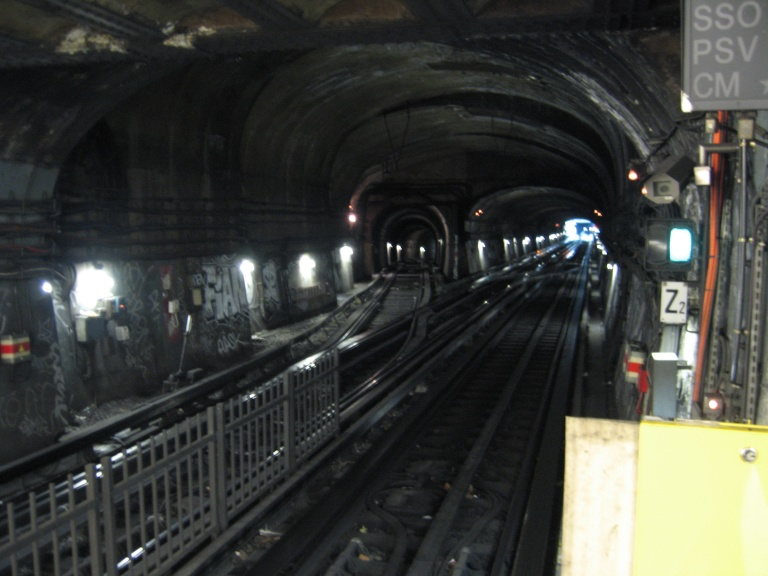
A conexão com a linha 12 a oeste da estação.

Em 2011, 2 242 491 passageiros entraram nesta estação. Ela viu entrar 2 212 681 passageiros em 2013 o que a coloca na 238ª posição das estações de metrô por sua frequência em 302.

## Serviços aos Passageiros

### Acessos
A estação tem quatro acessos nos números 101, 103, 106 e 108 do boulevard du Montparnasse.

### Intermodalidade
A estação é servida pelas linhas 58, 68, 82 e 91 da rede de ônibus RATP, e, à noite, pelas linhas N01 e N02 da rede Noctilien.

## Pontos turísticos
- Quartier du Montparnasse